# Евгений (Баженов)
Архиепископ Евгений (в миру Александр Филиппович Баженов или Бажанов или Боженов; 1784, село Заглухино, Каширский уезд, Тульское наместничество — 6 (18) июля 1862, Псков) — епископ Русской православной церкви, архиепископ Псковский и Порховский.

## Биография
Родился в 1784 году в селе Заглухине Тульской губернии в семье причётника.
Обучался в Тульской семинарии, затем Московской Славяно-Греко-Латинской академии, которую окончил в 1811 году.
По окончании академии, 16 сентября 1811 года назначен учителем Тульской семинарии.
1 сентября 1818 года перемещён в Казанскую духовную семинарию.
16 февраля 1819 года пострижен в монашество, 19 февраля рукоположен во иеродиакона; 22 февраля — во иеромонаха.
6 апреля того же года возведен в сан игумена Седмиозерной пустыни, а 20 июля возведён в сан архимандрита Симбирского Покровского монастыря.
14 августа 1819 года назначен ректором Тобольской семинарии, а 22 августа — настоятелем Тобольского Знаменского монастыря.
С 15 сентября 1824 года — ректор Костромской семинарии и настоятель Богоявленского монастыря.

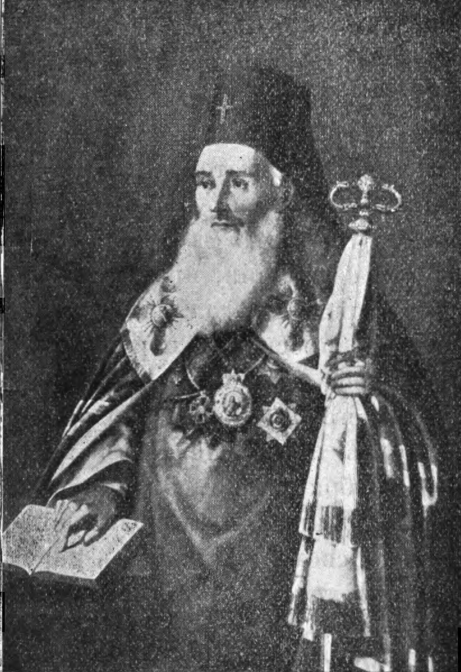
Портрет XIX в.

9 июня 1829 года хиротонисан во епископа Тамбовского.
Епископ Евгений, назначенный епископом Тамбовским, был человек ещё молодой, строгий, крайне ретивый при исполнении своих обязанностей. Он обыкновенно ездил по городу на шестирике, причём кучер и форейтор всегда бывали в треуголках.
Епархиальные беспорядки вызывали в нём крайнее негодование. Чувство этого негодования и определило потом весь характер суровой деятельности по отношению к тамбовскому духовенству. Поездки епископа по епархии были истинной бедой для всех тамбовских священно- и церковнослужителей, потому что все виновные неизбежно подвергались разным наказаниям. Священников наказывали при консистории рогатками и колодками иногда в течение нескольких недель. В случае особенной виновности духовных лиц епископ подвергал их лишению сана.
Время епископства преосвященного Евгения было самым тяжёлым и грозным временем для тамбовского духовенства. В это время отдана была в солдаты огромная масса (в несколько сот человек) дьяков, пономарей, церковников и учеников семинарий, даже из последних классов.
17 февраля 1832 года утверждён епископом Минским и Литовским. В связи с восстановлением Полоцкой епархии границы Минской епархии изменились, в 30 апреля 1833 года архиерею был пожалован новый титул — «Минский и Гродненский».
Будучи перевёденым в Минск, он так показал себя, что когда уезжал оттуда, никто из духовенства не пришёл с ним проститься, более того, отслужили благодарственный молебен.
1 сентября 1834 года возведён в сан архиепископа с назначением Карталинским и Кахетинским, экзархом Грузии и членом Св. Синода. В Тифлисе организовал каталогизацию и копирование исторических документов из местной синодальной конторы. В 1838 году избран членом-корреспондентом Академии наук по разряду восточной литературы и древностей Отделения исторических, филологических и политических наук.
С 12 ноября 1844 года — архиепископ Астраханский и Енотаевский.
С 15 апреля 1856 года — архиепископ Псковский и Порховский.
Скончался 6 июля 1862 года.

## Сочинения
- Слово в Новый год, говоренное синодальным членом, преосвящ. Евгением, архиеп. Астраханским. Христ. чтен., 1850, кн. 1-я, с. 1-11; 1851, кн. I, с. 3-9.
- Слово на Рождество Христово, говоренное в кафедральном соборе 25/XII-1848 г. Христ. чтен., 1849, ч. 2, с. 422.
- Слово при погребении преосвященного Иакова, архиепископа Нижегородского и Арзамасского. Христ. чтен., 1850, июль, с. 11-16.